# Electromagnetisme computacional
L'electromagnetisme computacional (CEM), l'electrodinàmica computacional o la modelització electromagnètica és el procés de modelització de la interacció dels camps electromagnètics amb objectes físics i l'entorn mitjançant ordinadors.

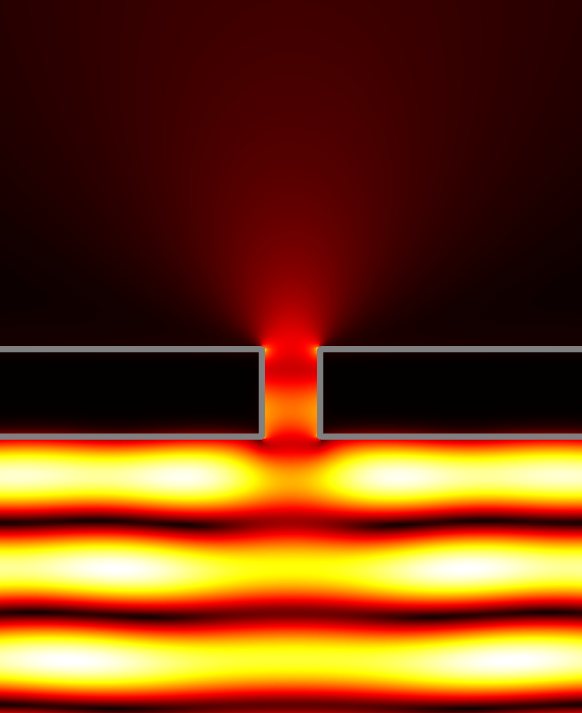
Difracció d'una ona plana (amb una longitud d'ona de 632,8 nm) des d'una escletxa plasmònica amb una amplada i una profunditat de 200 i 300 nm, respectivament. La simulació es va dur a terme amb el solucionador FDFD de codi obert MaxwellFDFD.

Normalment implica l'ús de programes informàtics per calcular solucions aproximades a les equacions de Maxwell per calcular el rendiment de l'antena, la compatibilitat electromagnètica, la secció transversal del radar i la propagació d'ones electromagnètiques quan no es troba en l'espai lliure. Un gran subcamp són els programes informàtics de modelatge d'antenes, que calculen el patró de radiació i les propietats elèctriques de les antenes de ràdio i s'utilitzen àmpliament per dissenyar antenes per a aplicacions específiques.

## Rerefons
Diversos problemes electromagnètics del món real, com la dispersió electromagnètica, la radiació electromagnètica, el modelatge de guies d'ones, etc., no són calculables analíticament, a causa de la multitud de geometries irregulars que es troben en dispositius reals. Les tècniques numèriques computacionals poden superar la incapacitat de derivar solucions en forma tancada de les equacions de Maxwell sota diverses relacions constitutives de medis i condicions de contorn. Això fa que l'electromagnetisme computacional (CEM) sigui important per al disseny i modelatge d'antenes, radars, satèl·lits i altres sistemes de comunicació, dispositius nanofotònics i electrònica de silici d'alta velocitat, imatges mèdiques, disseny d'antenes de telefonia mòbil, entre altres aplicacions.
El CEM normalment resol el problema de calcular els camps E (elèctric) i H (magnètic) a través del domini del problema (per exemple, per calcular el patró de radiació d'antena per a una estructura d'antena de forma arbitrària). També es poden calcular la direcció del flux de potència (vector de Poynting), els modes normals d'una guia d'ones, la dispersió de les ones generades pel medi i la dispersió a partir dels camps E i H. Els models CEM poden assumir o no simetria, simplificant estructures del món real a cilindres, esferes i altres objectes geomètrics regulars idealitzats. Els models CEM fan un ús extensiu de la simetria i resolen la dimensionalitat reduïda de 3 dimensions espacials a 2D i fins i tot 1D.
Una formulació de problemes de valors propis de CEM ens permet calcular modes normals en estat estacionari en una estructura. La resposta transitòria i els efectes del camp impulsiu es modelen amb més precisió mitjançant CEM en el domini del temps, mitjançant FDTD. Els objectes geomètrics corbats es tracten amb més precisió com a elements finits (MEF) o malles no ortogonals. El mètode de propagació de feix (BPM) pot resoldre el flux de potència en guies d'ones. El CEM és específic de l'aplicació, fins i tot si diferents tècniques convergeixen a les mateixes distribucions de camp i potència en el domini modelat.

## Visió general dels mètodes
L'enfocament numèric més comú és discretitzar ("mallar") l'espai del problema en termes de quadrícules o formes regulars ("cel·les") i resoldre les equacions de Maxwell simultàniament a totes les cel·les. La discretització consumeix memòria de l'ordinador i resoldre les equacions rellevants requereix un temps considerable. Els problemes de CEM a gran escala s'enfronten a limitacions de memòria i CPU, i la lluita contra aquestes limitacions és una àrea de recerca activa. Sovint es requereix un clúster d'alt rendiment, processament vectorial i/o paral·lelisme per fer que el càlcul sigui pràctic. Alguns mètodes típics impliquen: el pas a pas en el temps a través de les equacions sobre tot el domini per a cada instant de temps; la inversió de matrius en bandes per calcular els pesos de les funcions base (quan es modelen mitjançant mètodes d'elements finits); productes matricials (quan s'utilitzen mètodes de matrius de transferència); el càlcul d'integrals numèriques (quan s'utilitza el mètode dels moments); l'ús de transformades ràpides de Fourier; i iteracions temporals (quan es calcula mitjançant el mètode de pas dividit o mitjançant BPM).

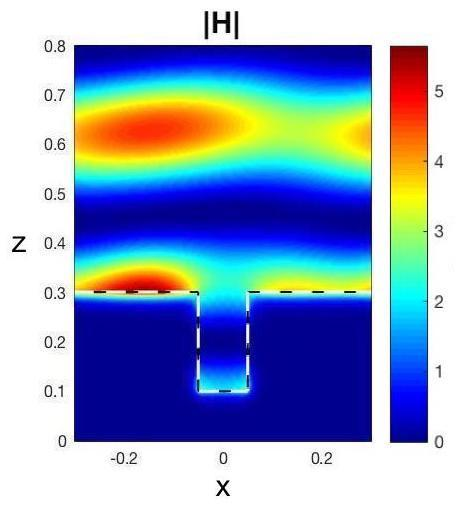
Anàlisi d'una xarxa plasmònica amb el mètode RCWA. Distribució del camp magnètic d'una xarxa plasmònica obtinguda amb el mètode RCWA amb el programari RETICOLO de codi obert, desenvolupat per Jean Paul Hugonin i Philippe Lalanne. El gràfic mostra la difracció d'una ona plana polaritzada p (λ=600 nm) amb un angle d'incidència de 30°. La xarxa té una amplada, profunditat i període de 100 nm, 200 nm i 600 nm, respectivament. La funció dielèctrica de la xarxa s'ha extret de la base de dades de plata (Johnson i Christy).

## Elecció de mètodes
Triar la tècnica correcta per resoldre un problema és important, ja que triar-ne una de incorrecta pot donar lloc a resultats incorrectes o a resultats que triguen massa a calcular-se. Tanmateix, el nom d'una tècnica no sempre indica com s'implementa, especialment per a eines comercials, que sovint tindran més d'un solucionador.
Davidson proporciona dues taules que comparen les tècniques FEM, MoM i FDTD tal com s'implementen normalment. Una taula és per a la regió oberta (problemes de radiació i dispersió) i una altra taula és per a problemes d'ones guiades.

## Equacions de Maxwell en forma d'EDP hiperbòlica
Les equacions de Maxwell es poden formular com un sistema hiperbòlic d'equacions diferencials parcials. Això dóna accés a tècniques potents per a solucions numèriques.
Se suposa que les ones es propaguen en el pla ( x, y ) i restringeixen la direcció del camp magnètic a ser paral·lela a l'eix z i, per tant, el camp elèctric a ser paral·lel al pla ( x, y ). L'ona s'anomena ona magnètica transversal (TM). En 2D i sense termes de polarització presents, les equacions de Maxwell es poden formular com: {\displaystyle {\frac {\partial }{\partial t}}{\bar {u}}+A{\frac {\partial }{\partial x}}{\bar {u}}+B{\frac {\partial }{\partial y}}{\bar {u}}+C{\bar {u}}={\bar {g}}} on u, A, B i C es defineixen com {\displaystyle {\begin{aligned}{\bar {u}}&=\left({\begin{matrix}E_{x}\\E_{y}\\H_{z}\end{matrix}}\right),\\[1ex]A&=\left({\begin{matrix}0&0&0\\0&0&{\frac {1}{\epsilon }}\\0&{\frac {1}{\mu }}&0\end{matrix}}\right),\\[1ex]B&=\left({\begin{matrix}0&0&{\frac {-1}{\epsilon }}\\0&0&0\\{\frac {-1}{\mu }}&0&0\end{matrix}}\right),\\[1ex]C&=\left({\begin{matrix}{\frac {\sigma }{\epsilon }}&0&0\\0&{\frac {\sigma }{\epsilon }}&0\\0&0&0\end{matrix}}\right).\end{aligned}}}
En aquesta representació, {\displaystyle {\bar {g}}} és la funció de forçament, i es troba al mateix espai que {\displaystyle {\bar {u}}}. Es pot utilitzar per expressar un camp aplicat externament o per descriure una restricció d'optimització. Tal com s'ha formulat anteriorment: {\displaystyle {\bar {g}}=\left({\begin{matrix}E_{x,{\text{constraint}}}\\E_{y,{\text{constraint}}}\\H_{z,{\text{constraint}}}\end{matrix}}\right).}
{\displaystyle {\bar {g}}} també es pot definir explícitament igual a zero per simplificar certs problemes o per trobar una solució característica, que sovint és el primer pas d'un mètode per trobar la solució no homogènia particular.

## Resolutors d'equacions integrals

### L'aproximació del dipol discret
L'aproximació del dipol discret és una tècnica flexible per calcular la dispersió i l'absorció per objectius de geometria arbitrària. La formulació es basa en la forma integral de les equacions de Maxwell. El DDA és una aproximació de l'objectiu continu mitjançant una matriu finita de punts polaritzables. Els punts adquireixen moments dipolars en resposta al camp elèctric local. Els dipols, naturalment, interactuen entre si a través dels seus camps elèctrics, per la qual cosa l'aproximació de dipol acoblat també es coneix a vegades com a aproximació de dipol acoblat. El sistema d'equacions lineal resultant es resol habitualment mitjançant iteracions de gradient conjugat. La matriu de discretització té simetries (la forma integral de les equacions de Maxwell té forma de convolució) que permeten una transformada ràpida de Fourier per multiplicar la matriu pel vector durant les iteracions de gradient conjugat.

### Mètode dels moments i mètode dels elements de contorn
El mètode dels moments (MoM) o mètode dels elements de frontera (BEM) és un mètode computacional numèric per resoldre equacions diferencials parcials lineals que s'han formulat com a equacions integrals (és a dir, en forma d'integral de frontera). Es pot aplicar en moltes àrees de l'enginyeria i la ciència, incloent-hi la mecànica de fluids, l'acústica, l'electromagnetisme, la mecànica de fractures i la plasticitat.
El MoM s'ha tornat més popular des dels anys vuitanta. Com que només requereix calcular valors de contorn, en lloc de valors a tot l'espai, és significativament més eficient pel que fa als recursos computacionals per a problemes amb una petita relació superfície/volum. Conceptualment, funciona construint una "malla" sobre la superfície modelada. No obstant això, per a molts problemes, els MoM són significativament menys eficients computacionalment que els mètodes de discretització de volums (mètode d'elements finits, mètode de diferències finites, mètode de volum finit). Les formulacions d'elements de frontera solen donar lloc a matrius completament poblades. Això significa que els requisits d'emmagatzematge i el temps de computació tendiran a créixer segons el quadrat de la mida del problema. En canvi, les matrius d'elements finits solen ser bandejades (els elements només estan connectats localment) i els requisits d'emmagatzematge per a les matrius del sistema solen créixer linealment amb la mida del problema. Les tècniques de compressió ( per exemple, expansions multipolars o matrius jeràrquiques/aproximacions creuades adaptatives) es poden utilitzar per millorar aquests problemes, tot i que a costa d'una complexitat afegida i amb una taxa d'èxit que depèn en gran manera de la naturalesa i la geometria del problema.
MoM és aplicable a problemes per als quals es poden calcular les funcions de Green. Normalment, aquests impliquen camps en medis homogenis lineals. Això imposa restriccions considerables sobre l'abast i la generalitat dels problemes adequats per als elements de contorn. Les no linealitats es poden incloure en la formulació, tot i que generalment introdueixen integrals de volum que requereixen que el volum es discretitzi abans de la solució, eliminant un avantatge sovint citat del MoM.

### Mètode multipolar ràpid
El mètode multipolar ràpid (FMM) és una alternativa a la sumació MoM o d'Ewald. És una tècnica de simulació precisa i requereix menys memòria i potència de processador que MoM. L'FMM va ser introduït per primera vegada per Greengard i Rokhlin i es basa en la tècnica d'expansió multipolar. La primera aplicació de la FMM en electromagnetisme computacional va ser per Engheta et al. (1992). L'FMM també té aplicacions en bioelectromagnetisme computacional en el mètode multipolar ràpid d'elements límit basat en càrrega. FMM també es pot utilitzar per accelerar MoM.

### Domini temporal de l'ona plana
Mentre que el mètode multipolar ràpid és útil per accelerar solucions MoM d'equacions integrals amb nuclis oscil·latoris estàtics o de domini de freqüència, l'algoritme de domini temporal d'ona plana (PWTD) utilitza idees similars per accelerar la solució MoM d'equacions integrals de domini temporal que impliquen el potencial retardat. L'algoritme PWTD va ser introduït el 1998 per Ergin, Shanker i Michielssen.

### Mètode de circuit equivalent d'elements parcials
El circuit equivalent d'elements parcials (PEEC) és un mètode de modelatge d'ona completa en 3D adequat per a l'anàlisi combinada de circuits i electromagnètics. A diferència del MoM, el PEEC és un mètode d'espectre complet vàlid des de corrent continu fins a la freqüència màxima determinada pel mallat. En el mètode PEEC, l'equació integral s'interpreta com la llei de voltatge de Kirchhoff aplicada a una cel·la PEEC bàsica, la qual cosa resulta en una solució de circuit completa per a geometries 3D. La formulació del circuit equivalent permet incloure fàcilment elements de circuit addicionals de tipus SPICE. A més, els models i l'anàlisi s'apliquen tant al domini del temps com al de la freqüència. Les equacions del circuit resultants del model PEEC es construeixen fàcilment mitjançant una formulació d'anàlisi de bucle modificada (MLA) o d'anàlisi nodal modificada (MNA). A més de proporcionar una solució de corrent continu, té diversos altres avantatges sobre una anàlisi MoM per a aquesta classe de problemes, ja que qualsevol tipus d'element de circuit es pot incloure de manera senzilla amb els segells matricials adequats. El mètode PEEC s'ha ampliat recentment per incloure geometries no ortogonals. Aquesta extensió del model, que és coherent amb la formulació ortogonal clàssica, inclou la representació de Manhattan de les geometries a més dels elements quadrilàters i hexaèdrics més generals. Això ajuda a mantenir el nombre d'incògnites al mínim i, per tant, redueix el temps de computació per a geometries no ortogonals.

### Mètode de moments de Cagniard-de-Hoop
El mètode de moments de Cagniard-deHoop (CdH-MoM) és una tècnica d'equacions integrals en el domini del temps d'ona completa en 3-D que es formula mitjançant el teorema de reciprocitat de Lorentz. Com que el CdH-MoM depèn en gran manera del mètode Cagniard-deHoop, un enfocament de transformada conjunta desenvolupat originalment per a l'anàlisi analítica de la propagació d'ones sísmiques en el model escorçal de la Terra, aquest enfocament és molt adequat per a l'anàlisi TD EM d'estructures de capes planars. El CdH-MoM s'ha aplicat originalment a estudis de rendiment en el domini del temps d'antenes cilíndriques i planes  i, més recentment, a l'anàlisi de dispersió TD EM de línies de transmissió en presència de làmines primes i metasuperfícies electromagnètiques, per exemple.

## Resolutors d'equacions diferencials

### Domini de freqüència de diferències finites
El domini de freqüència de diferències finites (FDFD) proporciona una solució rigorosa a les equacions de Maxwell en el domini de freqüència utilitzant el mètode de diferències finites. El FDFD és possiblement el mètode numèric més simple que encara proporciona una solució rigorosa. És increïblement versàtil i capaç de resoldre pràcticament qualsevol problema electromagnètic. El principal inconvenient del FDFD és la baixa eficiència en comparació amb altres mètodes. En els ordinadors moderns, però, es pot gestionar fàcilment una gran varietat de problemes, com ara el càlcul de modes guiats en guies d'ones, el càlcul de la dispersió d'un objecte, el càlcul de la transmissió i la reflexió de cristalls fotònics, el càlcul de diagrames de bandes fotòniques, la simulació de metamaterials i molt més.
El FDFD pot ser el millor mètode "primer" per aprendre en electromagnetisme computacional (CEM). Inclou gairebé tots els conceptes que es troben amb altres mètodes, però en un marc molt més senzill. Els conceptes inclouen condicions de contorn, àlgebra lineal, injecció de fonts, representació numèrica de dispositius i postprocessament de dades de camp per calcular coses significatives. Això ajudarà a una persona a aprendre altres tècniques, així com a proporcionar una manera de provar i comparar aquestes altres tècniques.
La FDFD és molt similar al domini temporal de diferències finites (FDTD). Ambdós mètodes representen l'espai com una matriu de punts i apliquen les equacions de Maxwell a cada punt. FDFD posa aquest gran conjunt d'equacions en una matriu i resol totes les equacions simultàniament utilitzant tècniques d'àlgebra lineal. En canvi, FDTD itera contínuament sobre aquestes equacions per desenvolupar una solució al llarg del temps. Numèricament, FDFD i FDTD són molt similars, però les seves implementacions són molt diferents.

### Domini temporal de diferències finites
El domini temporal de diferències finites (FDTD) és una tècnica CEM popular. És fàcil d'entendre. Té una implementació excepcionalment senzilla per a un solucionador d'ona completa. Implementar un solucionador FDTD bàsic requereix com a mínim un ordre de magnitud menys de feina que un solucionador FEM o MoM. La FDTD és l'única tècnica que una persona pot implementar de manera realista en un termini de temps raonable, però fins i tot en aquest cas, serà per a un problema força específic. Com que és un mètode de domini temporal, les solucions poden cobrir un ampli rang de freqüències amb una sola execució de simulació, sempre que el pas de temps sigui prou petit per satisfer el teorema de mostreig de Nyquist-Shannon per a la freqüència més alta desitjada.
FDTD pertany a la classe general de mètodes de modelització numèrica diferencial en el domini del temps basats en quadrícules. Les equacions de Maxwell (en forma diferencial parcial) es modifiquen a equacions de diferències centrals, es discretitzen i s'implementen en programari. Les equacions es resolen de manera cíclica: el camp elèctric es resol en un instant determinat, després el camp magnètic es resol en l'instant següent i el procés es repeteix una vegada i una altra.
L'algoritme bàsic de FDTD es remunta a un article seminal de 1966 de Kane Yee a IEEE Transactions on Antennas and Propagation. Allen Taflove va originar el descriptor "Finite-difference time-domain" i el seu corresponent acrònim "FDTD" en un article de 1980 a IEEE Trans. Electromagnètic. Compat. Des de 1990 aproximadament, les tècniques FDTD han emergit com el principal mitjà per modelar molts problemes científics i d'enginyeria que aborden les interaccions d'ones electromagnètiques amb estructures materials. Mohammadian et al. van introduir una tècnica eficaç basada en un procediment de discretització de volum finit en el domini del temps el 1991. Les aplicacions actuals de modelització FDTD abasten des de la quasi-DC (geofísica de freqüència ultrabaixa que implica tota la guia d'ones de la Terra- ionosfera) passant per les microones (tecnologia de signatura radar, antenes, dispositius de comunicacions sense fil, interconnexions digitals, imatges/tractament biomèdic) fins a la llum visible (cristalls fotònics, nanoplasmònica, solitons i biofotònica). Hi ha aproximadament 30 paquets de programari comercials i desenvolupats per universitats disponibles.

### Mètode discontinu del domini temporal
Entre els molts mètodes de domini temporal, el mètode discontinu de Galerkin en el domini temporal (DGTD) s'ha popularitzat recentment, ja que integra els avantatges tant del mètode de domini temporal de volum finit (FVTD) com del mètode de domini temporal d'elements finits (FETD). Igual que amb FVTD, el flux numèric s'utilitza per intercanviar informació entre elements veïns, de manera que totes les operacions de DGTD són locals i fàcilment paral·lelitzables. De manera similar a FETD, DGTD utilitza una malla no estructurada i és capaç d'una precisió d'alt ordre si s'adopta la funció base jeràrquica d'alt ordre. Amb els mèrits esmentats, el mètode DGTD s'implementa àmpliament per a l'anàlisi transitòria de problemes multiescala que impliquen un gran nombre d'incògnites.

### Domini temporal multiresolució
MRTD és una alternativa adaptativa al mètode de diferències finites en el domini del temps (FDTD) basat en l'anàlisi d'ondetes.

### Mètode d'elements finits
El mètode dels elements finits (MEF) s'utilitza per trobar solucions aproximades d'equacions diferencials parcials (EDP) i equacions integrals. L'enfocament de la solució es basa en l'eliminació completa de les derivades temporals (problemes d'estat estacionari) o en la representació de l'EDP en una equació diferencial ordinària equivalent, que després es resol mitjançant tècniques estàndard com ara diferències finites, etc.
En la resolució d'equacions diferencials parcials, el repte principal és crear una equació que aproximi l'equació a estudiar, però que sigui numèricament estable, és a dir, que els errors en les dades d'entrada i els càlculs intermedis no s'acumulin i destrueixin el significat del resultat final. Hi ha moltes maneres de fer això, amb diversos avantatges i desavantatges. El mètode dels elements finits és una bona opció per resoldre equacions diferencials parcials sobre dominis complexos o quan la precisió desitjada varia sobre tot el domini.

### Tècnica d'integració finita
La tècnica d'integració finita (FIT) és un esquema de discretització espacial per resoldre numèricament problemes de camp electromagnètic en el domini del temps i la freqüència. Preserva les propietats topològiques bàsiques de les equacions contínues, com ara la conservació de la càrrega i l'energia. La FIT va ser proposada el 1977 per Thomas Weiland i s'ha anat millorant contínuament al llarg dels anys. Aquest mètode cobreix tota la gamma d'aplicacions electromagnètiques (des d'estàtiques fins a alta freqüència) i òptiques, i és la base de les eines de simulació comercials: CST Studio Suite desenvolupada per Computer Simulation Technology (CST AG) i les solucions de simulació electromagnètica desenvolupades per Nimbic.
La idea bàsica d'aquest plantejament és aplicar les equacions de Maxwell en forma integral a un conjunt de malles esglaonades. Aquest mètode destaca per la seva alta flexibilitat en el modelatge geomètric i el maneig de límits, així com per la incorporació de distribucions i propietats arbitràries de materials com l'anisotropia, la no linealitat i la dispersió. A més, l'ús d'una malla ortogonal dual consistent (per exemple, una malla cartesiana) juntament amb un esquema d'integració temporal explícit (per exemple, un esquema de salt de granota) condueix a algoritmes eficients en el càlcul i la memòria, que estan especialment adaptats per a l'anàlisi de camps transitoris en aplicacions de radiofreqüència (RF).

### Domini temporal pseudoespectral
Aquesta classe de tècniques computacionals de marxa en el temps per a les equacions de Maxwell utilitza transformades discretes de Fourier o de Txebixev per calcular les derivades espacials dels components vectorials del camp elèctric i magnètic que s'ordenen en una quadrícula 2D o en una xarxa 3D de cel·les unitàries. La PSTD provoca errors d'anisotropia de velocitat de fase numèrica insignificants en relació amb la FDTD i, per tant, permet modelar problemes de mida elèctrica molt més gran.
Aquesta classe de tècniques computacionals de marxa en el temps per a les equacions de Maxwell utilitza transformades discretes de Fourier o de Txebixev per calcular les derivades espacials dels components vectorials del camp elèctric i magnètic que s'ordenen en una quadrícula 2D o en una xarxa 3D de cel·les unitàries. La PSTD provoca errors d'anisotropia de velocitat de fase numèrica insignificants en relació amb la FDTD i, per tant, permet modelar problemes de mida elèctrica molt més gran.

### Domini espacial pseudoespectral
El PSSD resol les equacions de Maxwell propagant-les cap endavant en una direcció espacial escollida. Per tant, els camps es mantenen en funció del temps i (possiblement) de qualsevol dimensió espacial transversal. El mètode és pseudoespectral perquè les derivades temporals es calculen en el domini de freqüència amb l'ajuda de FFT. Com que els camps es mantenen com a funcions del temps, això permet modelar de manera ràpida i precisa la dispersió arbitrària en el medi de propagació amb un esforç mínim. Tanmateix, l'elecció de propagar-se cap endavant en l'espai (en lloc de fer-ho en el temps) comporta algunes subtileses, sobretot si les reflexions són importants.

### Matriu de línies de transmissió
La matriu de línies de transmissió (TLM) es pot formular de diverses maneres com un conjunt directe d'elements agrupats que es poden resoldre directament mitjançant un solucionador de circuits (com ara SPICE, HSPICE, etc.), com una xarxa personalitzada d'elements o mitjançant un enfocament de matriu de dispersió. TLM és una estratègia d'anàlisi molt flexible similar a FDTD en capacitats, tot i que solen haver més codis disponibles amb els motors FDTD.

### Localment unidimensional
Aquest és un mètode implícit. En aquest mètode, en un cas bidimensional, les equacions de Maxwell es calculen en dos passos, mentre que en un cas tridimensional les equacions de Maxwell es divideixen en tres direccions de coordenades espacials. L'anàlisi d'estabilitat i dispersió del mètode LOD-FDTD tridimensional s'ha discutit en detall.

## Validació
La validació és un dels problemes clau als quals s'enfronten els usuaris de simulació electromagnètica. L'usuari ha d'entendre i dominar el domini de validesa de la seva simulació. La mesura és: "fins a quin punt de lluny de la realitat estan els resultats?"
Respondre a aquesta pregunta implica tres passos: comparació entre els resultats de la simulació i la formulació analítica, comparació creuada entre codis i comparació dels resultats de la simulació amb el mesurament.

### Comparació entre els resultats de la simulació i la formulació analítica
Per exemple, avaluant el valor de la secció transversal de radar d'una placa amb la fórmula analítica: {\displaystyle {\text{RCS}}_{\text{Plate}}={\frac {4\pi A^{2}}{\lambda ^{2}}},} on A és la superfície de la placa i {\displaystyle \lambda } és la longitud d'ona. La següent corba que presenta l'RCS d'una placa calculada a 35 GHz es pot utilitzar com a exemple de referència.